# Juselius mausoleum

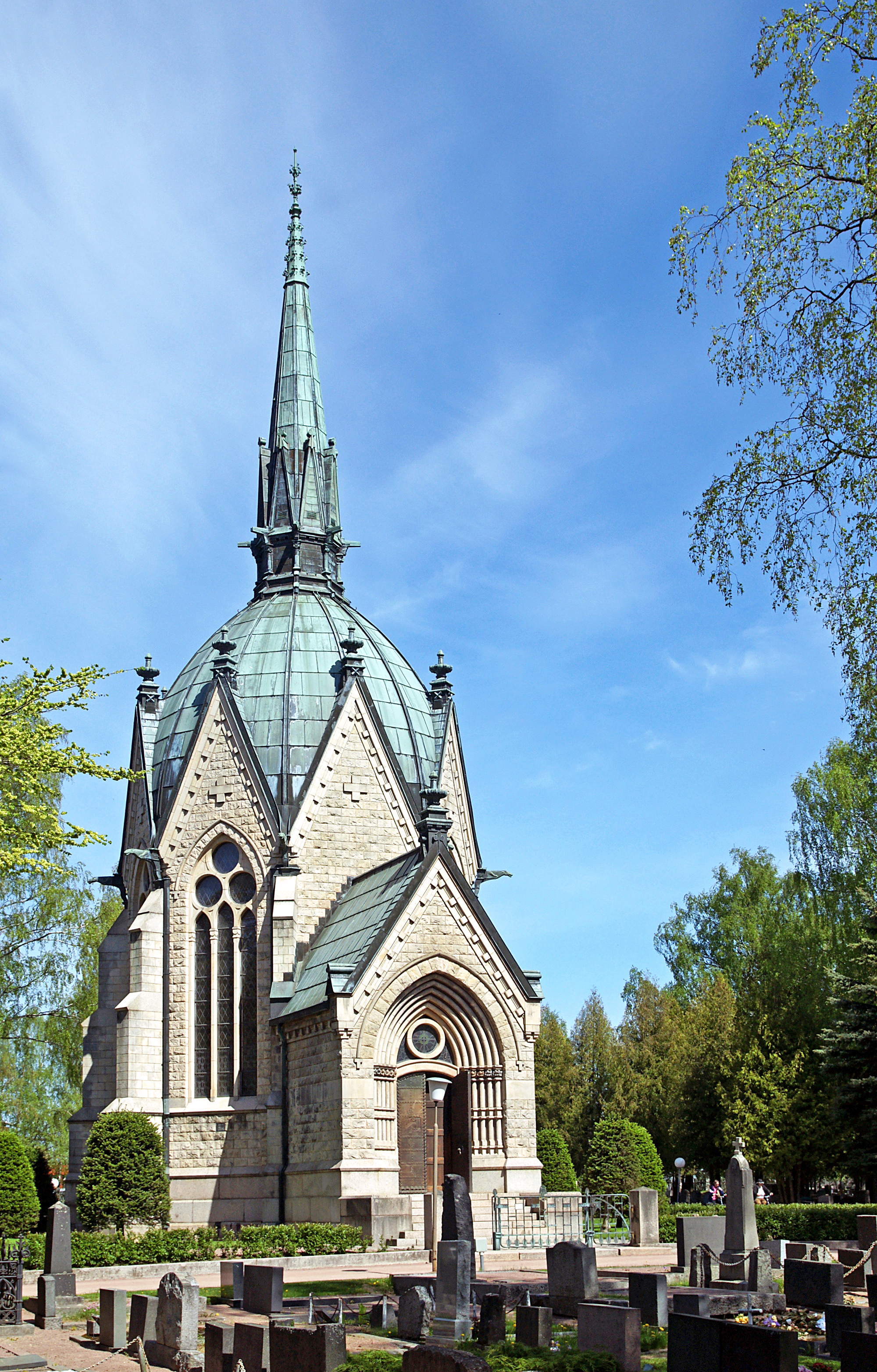
Juselius mausoleum i Björneborg.

Juselius mausoleum är ett mausoleum i den finländska kuststaden Björneborg i landskapet Satakunta. Mausoleet är en av de populäraste sevärdheterna i staden. Det byggdes av industrimannen Arthur Jusélius för hans dotters, Sigrid Jusélius, sista viloplats. Arthur Jusélius själv är också begravd i mausoleet.
Byggnaden är i nygotisk stil efter ritningar av Josef Stenbäck och färdigställdes 1902. Mausoleets ursprungliga freskomålningar var gjorda av Akseli Gallen-Kallela, men de förstördes med tiden av fukt och slutligen av en brand. De nuvarande freskomålningarna är kopior av de ursprungliga målningarna och gjordes 1933–1939 av Akseli Gallen-Kallelas son Jorma Gallen-Kallela.